# A Hundred Summers
A Hundred Summers é um romance de ficção histórica de 2013 de Beatriz Williams.

## História
Em uma entrevista ao Jewish Book Council, Williams disse que A Hundred Summers foi inspirado em The House of Mirth de Edith Wharton, incluindo o "caráter judaico extremamente estereotipado" do romance. Esta mulher Waspy acaba matando-se porque nunca se rebaixaria para se casar com um judeu, mesmo que seus problemas financeiros tivessem sido resolvidos. Isso me fez pensar 'e se eles se casassem... "Eu me intriguei com como seria para Nick, um judeu , ser colocado nessa sociedade em particular durante a década de 1930".
Como Williams não é judia, ela não queria incluir mensagens abertas sobre o judaísmo ou o Antisemitismo em A Hundred Summers; em vez disso, essas ideias existem como uma "estirpe sutil" em todo o texto.
A Hundred Summers recebeu críticas mistas dos críticos.
Elise Cooper, escrevendo para o Jewish Book Council, disse que o romance "é uma visão fascinante da vida dos neoyorquinos durante os anos 1930".
Escrevendo para Shelf Awareness, Jaclyn Fulwood chamou o romance de "incomensadamente romântico" e observou que "Williams evoca a era sem esforço e se deleita em arrancar o tapete de baixo do leitor, exatamente quando os enigmas parecem mais fáceis de resolver".
A Kirkus Reviews disse que o romance é "um romance de praia de gratificação atrasada elegante, embora um tanto antiquado, com um sabor de Daphne du Maurier".
Na revista Library Journal, Jane Jorgenson ofereceu uma análise ambivalente, afirmando: "Embora o novo romance de Williams [...] comece de forma promissora, acaba se perdendo um pouco no melodrama durante o último terço". Jorgenson apontou a escassez de desenvolvimento dos personagens secundários, notando que "apenas Lily e Nick são realmente aprofundados como personagens". Ela concluiu dizendo: "A falta de desenvolvimento do elenco de apoio enfraquece a exploração final dos eventos". 
Outra revisão mista veio da Publishers Weekly, que observou que Williams "é bom no amor (e, relacionadamente, no sexo), " mas "conspiração complicada" impediu o romance.
A Lista de livros também revisou o romance.

## Prêmios e honras
A Hundred Summers foi nomeada para o Goodreads Choice Award de Ficção Histórica de 2013. 